# Plagiothyrus
Plagiothyrus là một chi bướm ngày thuộc họ Bướm nâu.